# Nerikes-Tidningen
Nerikes-Tidningen var en frisinnad och nykterhetsvänlig tidning utgiven i Örebro från 2 november 1896 till 30 juni 1944, grundad 1896. Tidningens fullständiga titel  var först Nerikes-Tidningen / Politisk nyhets- och annonstidning för Örebro stad och län senare  Nerikes-Tidningen / Tidning för Örebro stad och län.

## Redaktion
Redaktionsort  var hela utgivningen Örebro.  Bland dess chefredaktörer märks Elof Ljunggren som också var aktiv i nykterhetsrörelsen och riksdagsman. Tidningen uppgick 1944 i Nerikes Allehanda. 1905 gjorde tidningen ett försök med en avläggare i Arboga Nyheter men det varade bara ett år. Politiskt var tidningen moderat frisinnad, liberal och från 1936 anknuten till folkpartiet. Tidning började med två dagar, onsdag och lördag, i veckan som utgivningsdagar. 30 september kom tidningen ut tre dagar i veckan, måndag, onsdag, fredag. 1899 blev tidningen fyradagars måndag ,onsdag, fredag och lördag med utgivning kvällen. 1912 blir den sexdagarstidning vilket står sig till nedläggningen. Den kommer då ut på eftermiddagen.
| Period                 | Ansvarig utgivare | Period                 | Redaktör        |
| 1900-01-05--1903-07-08 | Kvist, Joh.       | 1896-11-02--1900-01-04 | Thelin, A       |
| 1903-07-10--1903-09-30 | Lindhagen, J. A.  | 1900-01-05--1903-07-08 | Kvist, Joh.     |
| 1903-10-02--1903-10-12 | ingen uppgift     | 1903-07-10--1903-09-30 | Ingen uppgift   |
| 1903-10-14--1944-06-30 | Ljunggren, Elof   | 1903-10-02--1944-06-30 | Ljunggren, Elof |

## Tryckning
Förlaget för tidningen hette Örebro nya tryckeri aktiebolag, som också var tryckeri för tidningen. Tidningen trycktes i Örebro hela tiden. Bara svart färg, och endast antikva som typsnitt användes på sidorna. Tidningen hade fyra sidor till 1915,  då det ibland var sex sidor. 1925 nåddes åtta sidor och 1940 hade tidningen åtta till tolv sidor. Satsytorna var stora större i början över 60 cm i längd och mindre i slutet då 52x36 användes. Upplagan var 1900 3300 exemplar enligt SVAT, och enligt samma källa nådde den 7000 1903. 1915 hade tidningen nått 11 000 exemplar. Upplagan stagnerade sedan och låg kvar runt 10 000 resten av utgivningstiden. Priset för tidningen var 1900 tre kronor och steg vid efterkrigsinflationen 1922 till 16 kronor men stabiliserades och var sista året 22 kronor.